# Bernhard IV. von Angelach-Angelach

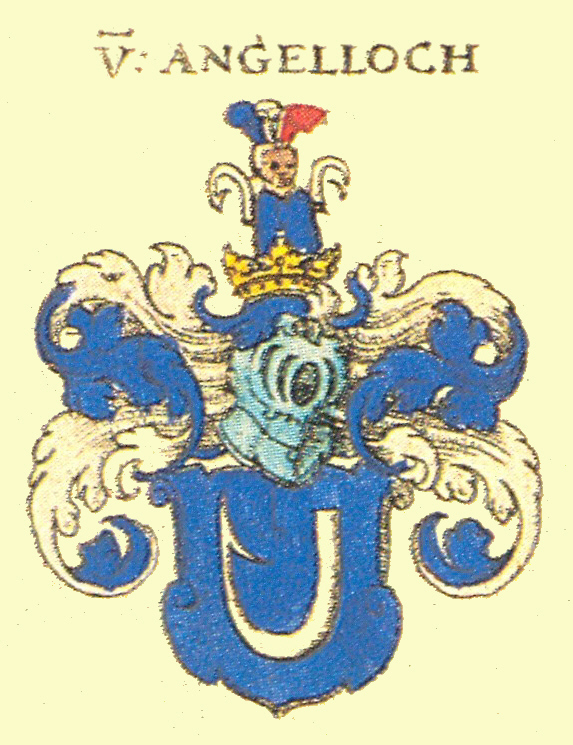
Wappen derer von Angelloch/Angellach

Bernhard IV. von Angelach-Angelach (* 1532; † 21. Juni 1599) war ein Reichsritter im Ritterkanton Kraichgau aus dem Geschlecht der Herren von Angelach. Von 1594 bis 1598 war er Großbailli des Johanniterordens. 1598 wurde er Großprior des Johanniterordens in Deutschland ernannt und war Reichsfürst der Herrschaft Heitersheim.

## Familie
Bernhard IV. war der Sohn von Bernhard III. von Angelach-Angelach und der Magdalena von Sternenfels. Seine Brüder waren Philipp IV. († 1581) und Georg III. In seiner Kindheit stand er wie seine Brüder unter der Vormundschaft des Christoph Landschad von Steinach und des Philipp von Sternenfels.

## Leben und Laufbahn
Bernhard IV. war 1549 im Stift zu Sinsheim, wohin die Familie gute Beziehungen hatte. Von 1472 bis 1497 war Michael von Angelach, ein Verwandter, Abt im Kollegiatstift. Für 1551 ist uns die Aufschwörung des Bernhard für den Johanniterorden überliefert. 1558 wird er als Stellvertreter des für die Befestigungen zuständigen Großbaillis auf Malta genannt. Er stieg weiter in der Hierarchie des Johanniterordens auf und war 1561 Johanniterkomtur in Breisach am Rhein, 1562 in Leuggern und 1562 in Dorlisheim im Elsass. 1570 wurde er vom Johanniter-Großmeister Pierre de Monte nach Malta beordert, um dort Stellvertreter des Adam von Schwalbach zu werden. 1571 wird er als Johanniter-Oberrezeptor in Deutschland genannt, danach wurde er ab 1581 Titular-Johanniterprior in Dänemark, 1583 Komtur in Überlingen, 1589 Komtur in Rottweil. Am 15. März 1594 wurde er zum Großbailli ernannt, verantwortlich für die Festungswerke auf Malta, und im März 1598 Großprior von Deutschland mit Sitz in Heitersheim, sowie Fürst von Heitersheim. Damit hatte er kurz vor seinem Tod den Rang eines Reichsfürsten erhalten.